# 松岡宗嗣
松岡 宗嗣（まつおか そうし、1994年 - ）は、日本のライター、講師、デザイナー。専門はLGBT（セクシュアル・マイノリティ）であり、当事者（ゲイ）の視点から情報を発信している。著書に『LGBTとハラスメント』『あいつゲイだって アウティングはなぜ問題なのか？』などがある。

## 来歴

### 生い立ち
愛知県名古屋市に生まれる。父、母、姉、祖母の5人家族。母親もNPO法人の代表である。

### カミングアウト
小学校の高学年くらいから、同性愛者（ゲイ）であるとセクシュアリティを自覚するようになった。家族とは自由に話せる良好な関係だったが、自身がゲイであることに関しては「誰にも言ってはいけない」と思い、親にも打ち明けることはできなかった。中学3年間はゲイであることを自覚しながら女性の恋人がいた。高校では「ゲイキャラ」として「ホモネタ」で笑いをとるしかなかったという。
愛知県立昭和高等学校を卒業後、明治大学政治経済学部に入学。大学に入ってからはセクシュアリティをカミングアウトしてオープンにするようになり、SNSを通じて同性愛の仲間と知り合う機会が生まれた。そして、20歳で友人にカミングアウトをしたところ普通に受け入れてくれたため、親にもカミングアウトした。大学進学で家を離れ久しぶりに母が遊びに来た際、姉が同席しレストランでの食事中「彼女はできたの？」と母に訊かれ、「いないよ」と答えると「じゃあ、彼氏はいるの？」と訊かれた。その流れでゲイだと打ち明けた。父には母から伝えてもらった。
また、母は「親もロールモデルがいない。世代が上にいけばいくほど、あまり言えない社会だと思うので、私たちの世代がやらなければいけないことは、今の30代40代の子どもを育てる親たちののロールモデルでありたい」と後にメディアで語っている。
その後、同じ大学に通っていた男性とマッチングアプリをきっかけに出会い、パートナーとして東京都内で暮らしている。しかし、最初は不動産会社では男性同士で同居をしたいと申請しただけで同性愛差別的な対応をとられ、物件はすべて断られたこともあった。

### LGBTの普及啓発活動
大学のLGBTのサークルを見つけて参加するようになり、その後、サークルの人たちと初めて東京レインボープライドに参加した。
2018年に明治大学政治経済学部を卒業。同年4月に「一般社団法人fair（フェア）」を立ち上げて、代表理事を務めている。
2019年にはLGBT法連合会とともにメディアに向けた「LGBT報道ガイドライン」を作成した。
2020年にはLGBT法連合会事務局長の神谷悠一との共著で『LGBTとハラスメント』を執筆し、SOGIハラやアウティングなどを解説している。
2021年3月に東京都千代田区永田町で駐日欧州連合（EU）代表部主催の行われたイベント「ジェンダー平等と若者世代」にも参加し、「自分はゲイという意味ではマイノリティだが、男性という部分ではマジョリティなので、その特権性をどれだけ意識して行動できるのか」と語り、より追い詰められやすい立場のための政治の重要性を説いた。
2021年5月には他の活動家らと共に厚生労働省で記者会見し、自由民主党が公表した、LGBT・性的少数者に関する理解増進を柱にした法案を巡り、「当事者がいじめや差別から守られる法律が必要だ」として差別禁止の明記を求め、実効性のある法律の制定を訴えた。
現在はゲイであることをオープンにしつつ、LGBTに関する情報発信やキャンペーン、イベントや講演への出演、コンサルティング、ライターとしてもさまざまな媒体に寄稿している。主な媒体は、現代ビジネス、Yahoo!ニュース、ハフポスト、NewsPicks、東洋経済オンライン、PRESIDENT Online、文春オンライン、Forbes、wezzy（ウェジー）などがある。

## 著書
- 『LGBTとハラスメント』集英社、2020年7月、ISBN 978-4087211276。
- 『子どもを育てられるなんて思わなかった――LGBTQと｢伝統的な家族｣のこれから』山川出版社、2021年9月、ISBN 978-4-634-15140-6。
- 『あいつゲイだって――アウティングはなぜ問題なのか？』柏書房、2021年11月、ISBN 978-4760154272。

## 出演

### ラジオ番組
- ACTION（TBSラジオ、2020年8月7日）[28]

### テレビ番組
- あさイチ（NHK総合、2016年1月6日）[29]
- AbemaPrime（AbemaTV、2020年2月17日）[30]

### ウェブ番組
- ポリタスTV（YouTube）